# Donji Fodrovec
Donji Fodrovec falu Horvátországban Kapronca-Kőrös megyében. Közigazgatásilag  Sveti Petar Orehovechez tartozik.

## Fekvése
Kőröstől 12 km-re nyugatra, községközpontjától 6 km-re délnyugatra fekszik.

## Története
Nevét egykori birtokosáról az erdélyi származású Fodróczy családról kapta. Itt állt a brežani birtok központjaként egy kisnemesi kúria, amit 1755-ben a Körös megye nyugati felében kitört parasztfelkelésben felgyújtottak.
A falunak 1857-ben 170,  1910-ben 317 lakosa volt. Trianonig Belovár-Kőrös vármegye Körösi járásához tartozott. 2001-ben 193 lakosa volt.